# 앙리 조세프 펙상

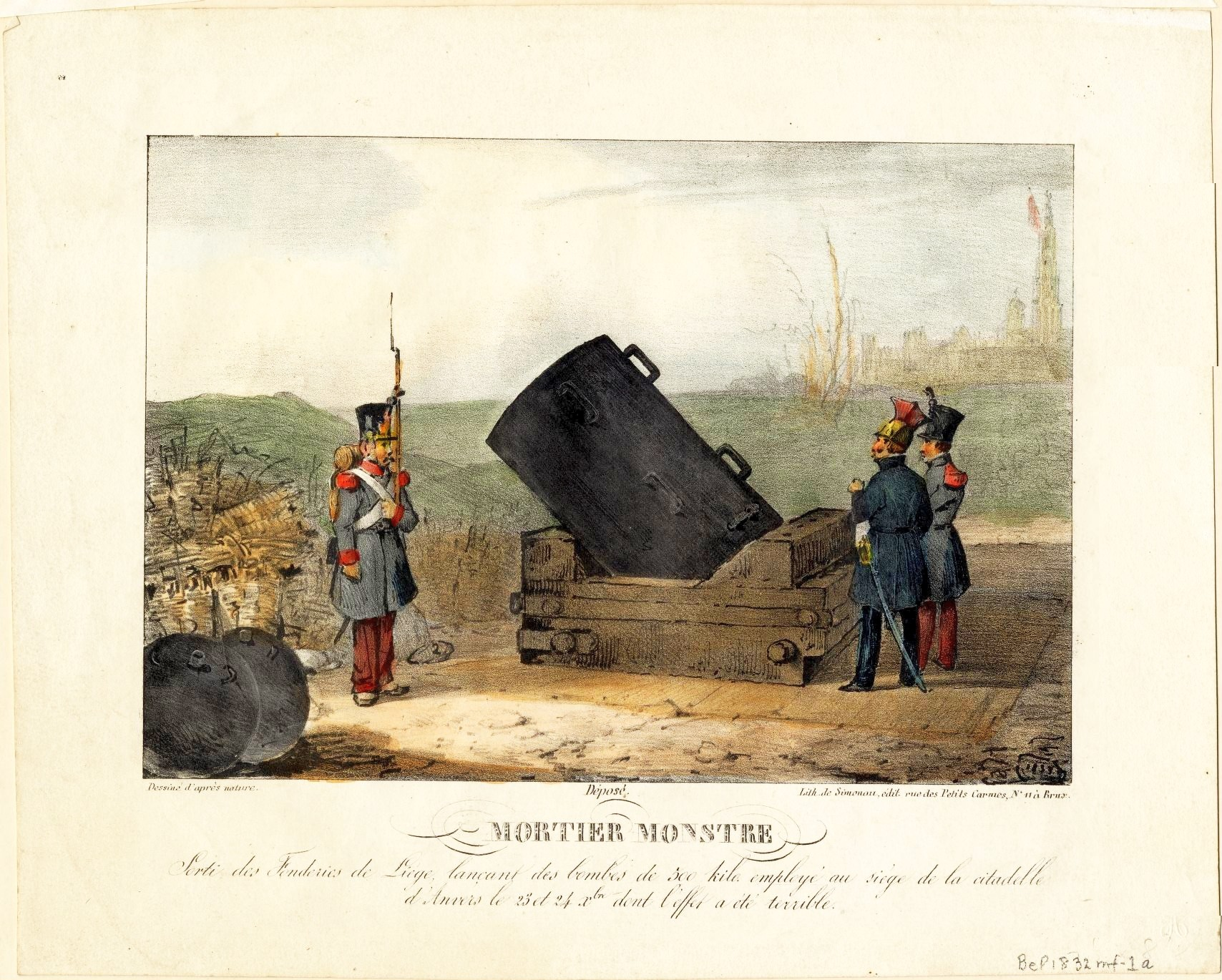
펙상이 발명한 괴물 박격포

앙리 조세프 펙상(Henri-Joseph Paixhans, 1783년 1월 22일 - 1854년 8월 22일)은 19세기 초반에 활약한 프랑스의 포병 장교이다.

## 생애
앙리 조세프 펙상은 에꼴 폴리테크니크를 졸업했다. 그는 나폴레옹 전쟁에 참전을 했고, 1830년에서 1848년 사이에 모젤 분대 대표자였으며, 1848년 사단장이 되었다.
1823년, 그는 최초의 작렬탄을 이용한 대포를 만들어냈다. 그것은 이후 펙상 포라고 불리게 된다.
펙상포는 폭발성 포탄과 탄도를 결합한 최초의 해군포가 되었고, 이것으로 목선의 시대는 끝나고, 조선에서 철갑함의 혁명을 촉발하는 계기를 만들었다. 펙상은 또한 500kg의 폭탄을 사용한 괴물 박격포라는 의미의 모르티에 몽스트레(Mortier monstre)를 개발했고, 이것은 1832년 앤트워프 포위전의 끔찍한 결과를 낳는데 사용되었다.
그는 또한 당대의 소수의 쾌속 무장 소대가 거대한 해군 함대를 격파할 수 있다고 주장하는 해군 이론가였다. 이러한 그의 주장은 그를 주네 에콜의 선구자로 만들었다.
시인 빅토르 위고는 다음과 같이 썼다.
세상에! 포탄은 신이고, 펙상은 예언자이다. (Terre! l'obus est Dieu, Paixhans est son prophète.)

## 저서
펙상의 저서들 중에 아래의 것들이 대표적으로 있다.
- Considérations sur l'état actuel de l'artillerie des places (1815)
- Nouvelle force maritime (Paris 1822), OL17092419W in which he envisionned a fleet protected by armour and equipped with explosive shells.[1]
- Force et faiblesse militaires de la France (1830)
- Constitution militaire de la France (Paris 1849) OL 10308202W
- Retraite de Moscou (Metz 1868) OL 10308203W